# Limón de la Peña
Limón de la Peña är en ort i Mexiko.   Den ligger i kommunen Santa Catarina och delstaten San Luis Potosí, i den centrala delen av landet, 230 km norr om huvudstaden Mexico City. Limón de la Peña ligger 905 meter över havet och antalet invånare är 321.
Terrängen runt Limón de la Peña är kuperad åt nordost, men åt sydväst är den bergig. Runt Limón de la Peña är det ganska glesbefolkat, med 23 invånare per kvadratkilometer. Närmaste större samhälle är San Diego, 6,6 km norr om Limón de la Peña. I omgivningarna runt Limón de la Peña växer huvudsakligen savannskog.